# Conus omaicus
Conus omaicus é uma espécie de gastrópode do gênero Conus, pertencente a família Conidae.